# Леонов, Дмитрий Валерьевич (хоккеист)
Дмитрий Валерьевич Леонов (род. 5 февраля 1975, Челябинск) — российский хоккеист, нападающий.

## Биография
Воспитанник челябинского «Трактора», тренер Николай Бец. Начинал играть в «Мечеле» Челябинск (1991/92 — 1992/93). Завоевал серебряные медали на юниорском чемпионате Европы 1993 года, после чего уехал в Северную Америку, где выступал за команды низших лиг «Спокан Чифс» (WHL, 1993/94 — 1995/96), «Батон-Руж Кингфиш» (ECHL) и «Вустер АйсКэтс» (AHL, обе — 1996/97), «Айдахо Стилхэдз» (WCHL, 1997/98 — 1998/99), «Лонг-Бич Айс Догз» (IHL, 1998/99 — 1999/2000), «Манитоба Мус» (IHL, 2000/01), «Дейтон Бомберз» и «Толидо Сторм» (ECHL) и «Цинциннати Майти Дакс» (АХЛ, все — 2001/02).
В дальнейшем играл за клубы «Лада», «Лада-2» и «Мечел» (все — 2002/02), «Молот-Прикамье» (2003/04), «Спартак» Москва и «Трактор» (оба — 2004/05), «Амур» (2005/06 — 2006/07), «Аризона Сандогз» (ЦХЛ, 2006/07), «Газовик» Тюмень (2007/08).
Чемпион РСФСР среди юношей 1987/88, чемпион СССР среди юношей и победитель первенства спецклассов 1990/91.